# George Rosenkranz
Pour les articles homonymes, voir Rosenkranz.
George Rosenkranz (né György Rosenkranz le 20 août 1916 et mort le 23 juin 2019) est un scientifique mexicain pionnier dans le domaine de la chimie des stéroïdes, qui utilisait des sources végétales indigènes mexicaines comme matières premières, Il est né en Hongrie, a étudié en Suisse et a émigré aux Amériques pour échapper aux nazis, pour finalement s'installer au Mexique,.
Au sein de la société Syntex à Mexico, Rosenkranz a réuni un groupe de recherche de chimistes organiques comprenant de futurs leaders du monde entier, tels que Carl Djerassi, Luis Miramontes et Alejandro Zaffaroni,,,,,. Des avancées révolutionnaires dans la compréhension des médicaments stéroïdes et de leur production ont eu lieu sous la direction du Dr Rosenkranz. Syntex a synthétisé un progestatif utilisé dans certaines des premières pilules contraceptives orales combinées et de nombreux autres stéroïdes utiles. Sous la direction de Rosenkranz, Syntex devient "une puissante force internationale dans le développement de produits pharmaceutiques stéroïdiens", et "un pionnier de la biotechnologie" dans la baie de San Francisco. Rosenkranz quitte ses fonctions de PDG en 1982, à l'âge de 65 ans.
En 2012, il reçoit le Biotechnology Heritage Award, en reconnaissance de ses importantes contributions au développement de la biotechnologie par ldécouvree, l'innovation et la compréhension du public. Il a eu 100 ans en août 2016.
Rosenkranz était également un American Contract Bridge League (ACBL) Grand Life Master dans son hobby du bridge en duplicate, avec plus de 13 000 masterpoints et 12 titres NABC (ci-dessous). Il écrit ou co-écrit plus de 10 livres sur le bridge.

## Recherche scientifique
Rosenkranz est né en 1916 à Budapest, en Hongrie, le fils d'Etel (Weiner) et de Bertalan Rosenkranz. Rosenkranz a étudié le génie chimique à l'École polytechnique fédérale de Zurich, où il obtient son doctorat de philosophie. Son mentor, le futur prix Nobel Leopold, commence à intéresser Rosenkranz à la recherche sur les stéroïdes. Cependant, des sympathisants nazis étaient actifs à Zurich. Ružička a protégé Rosenkranz et d'autres collègues juifss, mais leur présence mettait leur mentor en danger. "Nous nous sommes réunis et nous avons décidé de quitter la Suisse pour le protéger", a déclaré Rosenkranz dans un article de 2002 pour le magazine de l'Organisation panaméricaine de la santé.
Ružička organise un poste universitaire pour Rosenkranz à Quito, en Équateur. Alors que Rosenkranz attendait à La Havane, à Cuba, un bateau pour l'Équateur, les Japonais ont attaqué Pearl Harbor. Les États-Unis entrent immédiatement dans la Seconde Guerre mondiale. Incapable de se rendre en Équateur, Rosenkranz a accepté l'offre du président cubain Fulgencio Batista permettant aux réfugiés de rester dans le pays et de travailler. Il a trouvé du travail au laboratoire Vieta Plasencia, où on lui a demandé de développer des traitements pour les infection sexuellement transmissible.
Le rôle important des hormones dans la santé humaine était déjà connu, mais les moyens de les synthétiser étaient inconnus. Les compétences de George Rosenkranz en tant que chimiste ont suscité l'intérêt de Emeric Somlo, un immigrant hongrois, et du Dr Federico Lehmann de Syntex à Mexico, au Mexique. Ils avaient créé l'entreprise en 1944 pour travailler avec Russell Marker, un professeur de Penn State, et cherchaient à synthétiser l'hormone progestérone à partir d'ignames mexicaines contenant de la diosgénine, ce qui allait donner naissance au commerce du barbasco mexicain:183. Après un désaccord, Marker est parti, emportant avec lui ses connaissances sur les stéroïdes. Rosenkranz est recruté pour le remplacer, et s'est installé à Mexico en 1945,.
Rosenkranz a dû relever le défi d'analyser les échantillons de Marker pour identifier leurs ingrédients et rétro-ingénierie. Les processus de production chimique de Marker. Il n'a pas eu beaucoup d'aide : son personnel initial comprenait neuf assistants de laboratoire et un seul autre chimiste, et le Mexique n'avait pas de programme de doctorat en chimie.
Lorsqu'il ne trouvait pas suffisamment de chimistes locaux parfaitement formés, Rosenkranz recrutait des chercheurs du Mexique et du monde entier. Rosenkranz a également contribué à la création d'un institut de chimie, l'Instituto de Química (Universidad Nacional Autónoma de México), aujourd'hui considéré comme " un fleuron de la recherche ethnobotanique mexicaine ". Il a réussi à attirer d'importants chimistes organiques synthétiques en tant que chercheurs et instructeurs et à obtenir des fonds pour développer les programmes de formation des chimistes organiques. Lui et ses collègues travaillaient régulièrement à Syntex pendant la journée et passaient ensuite les soirées à enseigner la chimie. Rosenkranz a également contribué à la création de l'Institute for Molecular Biology à Palo Alto.
Attirer de jeunes chimistes comme Carl Djerassi, Luis Miramontes et Alejandro Zaffaroni est essentiel pour le premier grand succès de Syntex,. Miramontes, George Rosenkranz et Djerassi synthèse de la noréthindrone, plus tard prouvée comme un inhibiteur de grossesse efficace, a conduit à une infusion de capitaux dans Syntex et l'industrie pharmaceutique stéroïde mexicaine. La clinique Mayo avait signalé que l'hormone stéroïde cortisone est un anti-inflammatoire efficace, capable de soulager les symptômes douloureux de la polyarthrite rhumatoïde. Cependant, comme le décrit Djerassi, "jusqu'en 1951, la seule source de cortisone est un processus extraordinairement complexe de 36 transformations chimiques différentes à partir d'acides biliaires animaux." Plusieurs groupes éminents de scientifiques internationaux tentaient d'être les premiers à synthétiser la cortisone. L'équipe de Rosenkranz commence à travailler en deux équipes, et son dévouement a porté ses fruits. En 1951, Rosenkranz, Djerassi et leurs collègues chercheurs ont soumis un article sur la synthèse de la cortisone, devançant de quelques semaines les rapports de Harvard et de Merck,,,.

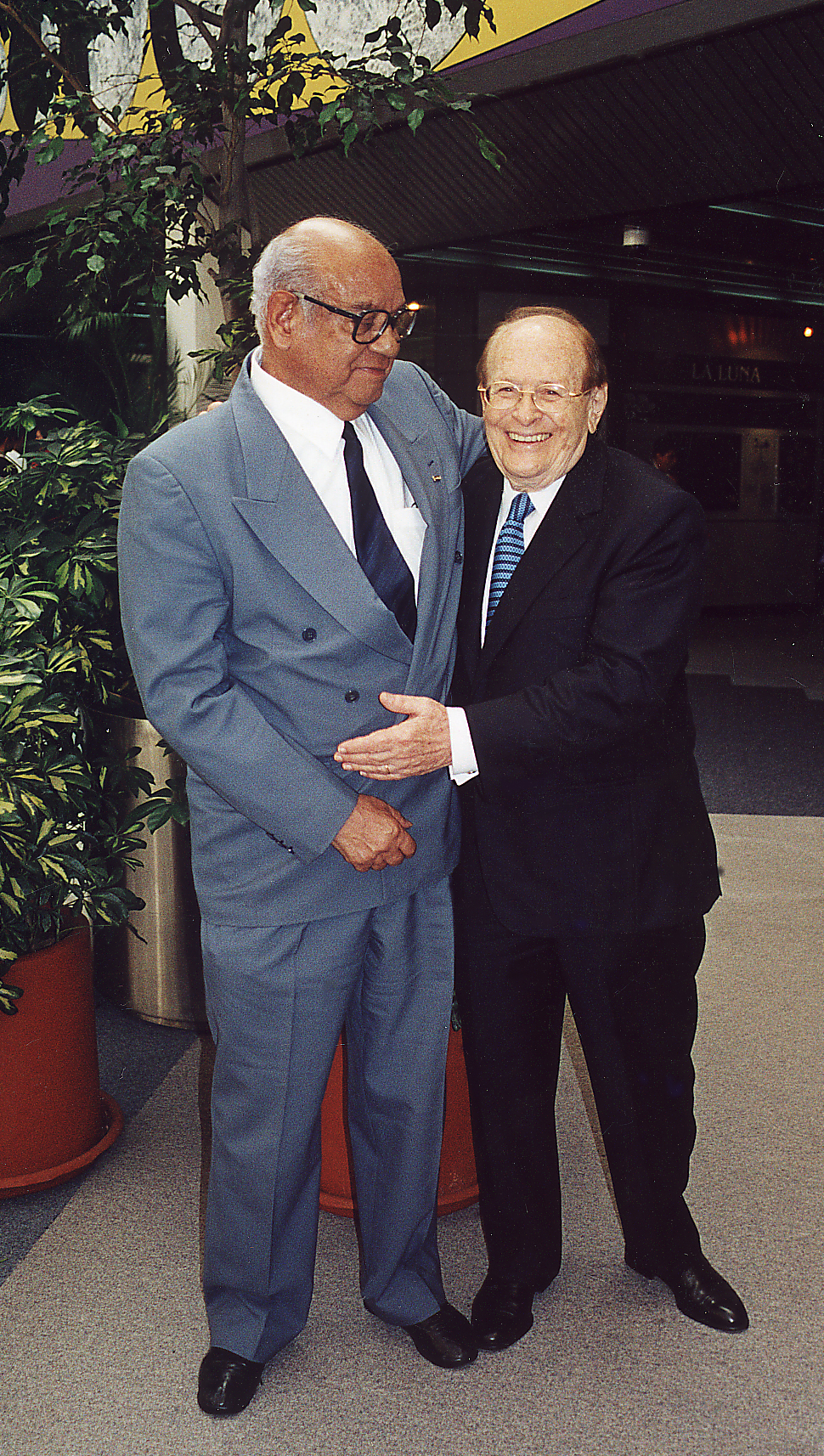
George Rosenkranz (à droite) et Luis Miramontes (à gauche), 2001 à Université nationale autonome du Mexique, à Mexico

Après avoir réussi à synthétiser la cortisone, les chercheurs de Syntex ont continué à travailler sur la synthèse de la progestérone. Hormone sexuelle féminine, la progestérone était utilisée pour aider les femmes enceintes à éviter les fausses couches, et pour traiter l'infertilité. Cinq mois plus tard, sous la direction de Rosenkranz et Djerassi, la dernière étape de la synthèse de la noréthistérone (noréthindrone) est achevée avec succès par Miramontes, et Syntex a déposé une demande de brevet, qui est accordée en tant que brevet américain 2,744,122 le 1er mai 1956,,. Syntex a initialement conclu un accord avec la société américaine Parke-Davis pour commercialiser la noréthistérone sous le nom de Norlutin pour le traitement des troubles gynécologiques, qui est approuvé par la FDA en 1957. Parke-Davis a cependant refusé de développer la noréthistérone de Syntex comme contraceptif par crainte d'un éventuel Catholique boycott de ses autres produits. Ce retard a désavantagé Syntex, mais en 1962, elle s'était associée à la division Ortho de Johnson & Johnson pour lancer la pilule contraceptive Ortho-Novum, qui utilisait la noréthistérone de Syntex,,. En mars 1964, la FDA a approuvé la version de Syntex de Ortho-Novum sous le nom de marque Norinyl (norethisterone 2 mg + mestranol 100 µg),,. En mars 1964, la FDA a également approuvé la version de Parke-Davis du contraceptif oral Anovlar de la société allemande Schering sous le nom de marque Norlestrin (acétate de noréthistérone 2,5 mg + éthinylestradiol 50 µg).
Rosenkranz comprenait l'importance de la reconnaissance par les pairs, et pas seulement du succès commercial, pour les scientifiques qui travaillaient pour lui. Il a déclaré : "Pour que les gens travaillent de manière productive, il faut construire un environnement intellectuellement stimulant, permettre la liberté de création et assurer la reconnaissance des pairs et le respect de l'individu." Une cascade d'articles sur la chimie des stéroïdes sort du laboratoire de Rosenkranz dans les années 1940 et 1950,. Rosenkranz lui-même est l'autrice ou le co-autrice de plus de 300 articles sur la chimie des stéroïdes et est nommé sur plus de 150 brevets.
Rosenkranz a abandonné ses fonctions de direction chez Syntex en 1981. Bien que techniquement à la retraite depuis plus de trois décennies, Rosenkranz est resté actif dans l'industrie. En 1996, il est devenu membre du conseil d'administration de Digital Gene Technologies Il était également président du conseil consultatif d'ICT Mexicana. Il est décédé à l'âge de 102 ans le 23 juin 2019.

### Affiliations scientifiques
- Académie nationale de médecine du Mexique.
- Académie des sciences de New York
- Université de Tel Aviv membre du conseil d'administration
- Institut Weizmann des sciences à Rehovot, Israël, membre du conseil.

### Prix scientifiques
- Prix du patrimoine biotechnologique 2013, décerné par la Biotechnology Industry Organization (BIO) et la Chemical Heritage Foundation[7],[33].
- 2004 Médaille Winthrop-Sears, de la Chemical Heritage Foundation et du Chemists' Club, avec Alejandro Zaffaroni[34],[35].
- 2001 Condecoracion Eduardo Liceaga, plus haute distinction mexicaine pour ses contributions au domaine de la santé[36].
- 1994 Dr Leopoldo Rio de la Loza, Prix national mexicain en sciences pharmaceutiques[12]
- Prix du leadership de la Fédération mexicaine de la santé[7]

## Bridge

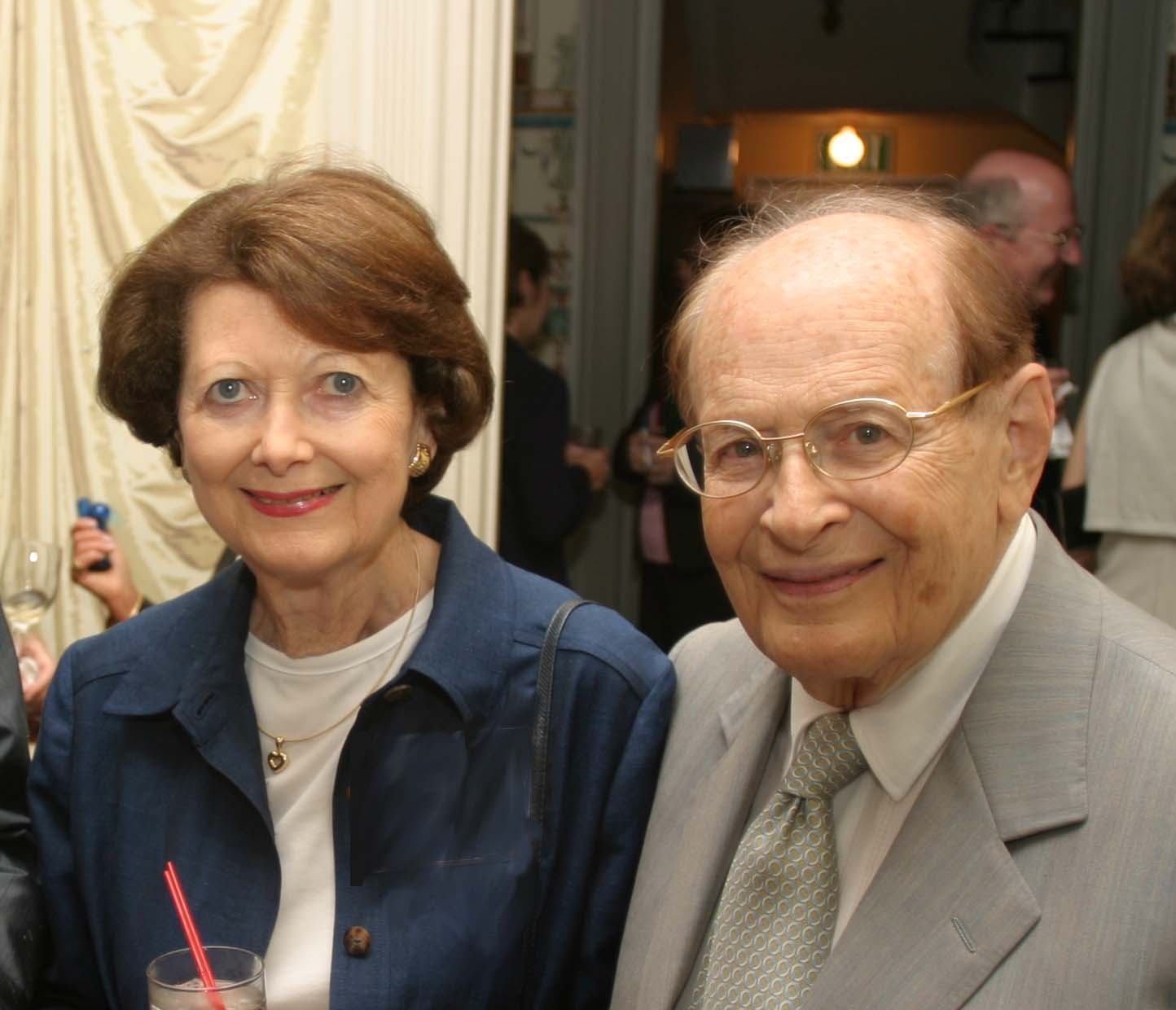
Edith et George Rosenkranz, 2004.

Rosenkranz est un joueur de bridge de classe mondiale et l'un des plus performants du Mexique. Il a remporté 12 épreuves de niveau NABC lors des rencontres triennales du Championnat nord-américain de bridge, y compris les quatre principaux titres Modèle:Gcb : les Grand National Teams, la Reisinger Cup, la Spingold Cup et le Vanderbilt Trophy. Dans les compétitions par équipes des championnats du monde, il a représenté le Mexique aux Olympiades mondiales par équipes quadriennales à trois reprises de 1972 à 1996 et les États-Unis à la Bermuda Bowl de 1983. En outre, il a apporté des contributions importantes à la théorie des enchères. Il a créé le système d'enchères Romex system, une extension de Standard American avec de nombreux gadgets. Il invente le double Rosenkranz et le redouble Rosenkranz, et écrit plus d'une douzaine de livres sur le bridge.

### L'enlèvement d'Edith Rosenkranz
En juillet 1984, Edith, la femme de Rosenkranz, est kidnappée lors des championnats nord-américains de bridge de l'été à Washington, D.C., par Glenn I. Wright et Dennis Moss, et rançonnée pour un million de dollars. Le FBI et la police du district de Columbia ont capturé Wright et Moss, et elle est rendue saine et sauve. L'argent de la rançon est retrouvé par la suite et les deux ravisseurs ont ensuite été reconnus coupables et condamnés, tout comme un troisième accusé, Orland D. Tolden. Wright est libéré en 1999, Moss en 1994 et Tolden en 1989.

### Prix de bridge
- ACBL Hall of Fame, Blackwood Award 2000[42]
- Membre honoraire de l'ACBL 1990
- Prix de la précision 1976

### Victoires et accessits en tournois
Victoires
- Championnat nord-américain de bridge (12)
  - Équipes mixtes Master (1) 1990
  - Équipes suisses ouvertes (1) 1991
  - Équipes suisses nord-américaines (1) 1990
  - Équipes Grand National Open (1) 1981
  - Équipes masculines Board-a-Match (2) 1984, 1987
  - Équipes Reisinger Board-a-Match (1) 1985
  - Équipes Spingold Knockout (2) 1976, 1984
  - Vanderbilt Knockout Teams (3) 1975, 1976, 1982

Deuxième place
- Championnat nord-américain de bridge (15)
  - Ruban bleu en paires (1) 1974
  - Ruban d'argent en paires (1) 1992
  - Équipes mixtes maîtres (3) 1967, 1984, 1994
  - Équipes suisses ouvertes (2) 1998, 2003
  - Équipes mixtes masculines (1) 1975
  - Équipes Open Board-a-Match (2) 1990, 2000
  - Équipes Spingold Knockout (1) 1967
  - Équipes Vanderbilt Knockout (2) 1978, 2001
  - Équipes Reisinger Board-a-Match (2) 1980, 1997
- Autres 2e places notables :
  - United States Bridge Federation Bermuda Bowl qualifiers (1) 1982 .

## Publications
Livres de bridge par Rosenkranz
- The Romex System of Bidding : a dynamic approach to bridge (New York : World Publishing Co., 1970)
- Win with Romex : the key to accurate bidding (Crown Publishers, 1975)
- Bid Your Way to the Top " (New York : Barclay Bridge Supplies, 1978).
- Bridge, the Bidder's Game " (Louisville : Devyn Press, 1985).
- Slam Bidding (Devyn, 1985) - Championship bridge périodique, no. 33
- Everything You Always Wanted to Know About Trump Leads and Were Not Afraid to Ask" (Devyn, 1986).
- Tips for Tops (Devyn, 1988)
- Plus de conseils pour les meilleurs (Devyn, 1991)
- Our Man Godfrey : tales from the bridge table (Devyn, 1994), ed. Phillip Alder - histoire d'amour et instruction de bridge (en anglais)

Livres de bridge avec co-autrices
- Modern Ideas in Bidding (Devyn, 1982), avec Alan Truscott.
- Bid to Win, Play for Pleasure (Devyn, 1990), avec Alder.
- Bidding on Target" (Devyn, 1992), avec Truscott et Alder.
- Godfrey's Bridge Challenge" (Devyn, 1996), avec Alder.
- Godfrey's Stairway To The Stars : a step-by-step guide to modern bidding (Devyn, 1998), avec Alder.
- Godfrey's Angels (Devyn, 2001), avec Alder.

Les quatre livres de Godfrey combinent récit fictif et enseignement du bridge. Le deuxième, et le premier à être crédité comme co-autrice par Phillip Alder, Godfrey's Bridge Challenge "fait vivre le système Romex à travers des anecdotes vivantes, des instructions et des quiz". Le dernier, Godfrey's Angels incorpore les améliorations apportées au système de 1998 à 2001,.
Mémoire
- George and Edith Rosenkranz : a memoir of their lives and times (Philadelphie : Science History Consultants, 2011), avec l'éditeur Arnold Thackray, (OCLC 759935172).

### Travaux scientifiques
- (en) Center for Oral History, « George Rosenkranz », sur Institut d'histoire des sciences
- Scientists You Must Know : Pioneering steroid researcher George Rosenkranzh, Video, from the Scientists You Must Know Film Series, Institut d'histoire des sciences, Philadelphia, PA
- (en) Gerald S. Cohen, « Mexico's Pill Pioneer », Perspectives in Health Magazine : Le magazine de l'Organisation panaméricaine de la santé, vol. 7, no 1,‎ 2002 (lire en ligne, consulté le 6 février 2014).

### Bridge
- George Rosenkranz sur le site de la bibliothèque du Congrès, avec 2 {{{4}}} entrées
- Liste des livres de bridge par autrice, R chez Bridge Guys